# La Belle Ténébreuse
Pour plus de détails, voir Fiche technique et Distribution.
La Belle Ténébreuse (titre original : The Mysterious Lady)  est un film d'espionnage américain réalisé par Fred Niblo, sorti en 1928.

## Synopsis
Dans la Vienne des années 1910, un soir à l'opéra, l'officier Karl von Raden fait la connaissance d'une belle femme seule et mystérieuse. Il la raccompagne chez elle, puis, un geste entraînant le suivant, ils tombent dans les bras l'un de l'autre. Tania et Karl passent ensemble la journée du lendemain, dans une passion partagée et unique. Le soir même, Von Raden doit partir en mission: il doit amener des documents secrets à Berlin. Ils se quittent, en se promettant de se revoir au plus tôt, dès son retour. Tania reçoit un message de Boris, à qui elle manque énormément, et qui la rappelle donc à Varsovie.
Sur le quai de la gare, Von Raden rencontre son oncle, chef des services de contre-espionnage: il lui révèle que Tania est une espionne russe et qu'un traître sévit dans l'administration austro-hongroise. Karl en est bouleversé et, plus tard dans le train, Tania lui fait la surprise de sa présence. Il lui avoue tout savoir d'elle et la rejette, alors même qu'elle lui répète son amour. Elle le quitte, et lui s'endort.
À l'arrivée à Berlin, les documents ont disparu. Von Raden est ensuite jugé, déchu de son titre militaire, et expédié en prison pour haute trahison. Son oncle le fait libérer pour l'envoyer en mission à Varsovie afin de découvrir qui est le vrai traître, car il sait que ce n'est pas son neveu.
À Varsovie, Von Raden se fait passer pour un pianiste et est ainsi engagé dans une réception donnée par le général Boris Alexandroff, chef de l'espionnage russe, et amant de Tania. Elle reconnaît Karl et désire se racheter, et prouver son amour en lui confiant des documents secrets révélant le nom de l'espion viennois. Quelques retournements de situation plus tard, à l'avantage d'un camp puis de l'autre, Karl et Tania peuvent enfin regagner l'Autriche sains et saufs.

## Fiche technique
- Titre : La Belle Ténébreuse
- Titre original : The Mysterious Lady
- Réalisation : Fred Niblo, assisté de Harold S. Bucquet
- Scénario : Bess Meredyth, Marian Ainslee et Ruth Cummings (intertitres), d'après le roman War in the Dark de Ludwig Wolff
- Photographie : William H. Daniels
- Montage : Margaret Booth
- Direction artistique : Cedric Gibbons
- Production : Metro-Goldwyn-Mayer
- Pays de production : États-Unis
- Format : Noir et blanc — 35 mm — 1,37:1 — Son : Mono
- Genre : Film dramatique
- Durée : 96 min
- Date de sortie : 
  - États-Unis : 4 août 1928

## Distribution
- Greta Garbo : Tania Fedorova
- Conrad Nagel : le capitaine Karl von Raden
- Edward Connelly : le colonel Eric von Raden
- Gustav von Seyffertitz : le général Boris Alexandroff
- Albert Pollet : Max Heinrich
- Richard Alexander : General's Aide
- Symona Boniface
- Geraldine Dvorak

## Autour du film

### Greta Garbo
- Il s'agit du 13e film de Greta Garbo qui était alors âgée de 23 ans, le 6e de sa carrière hollywoodienne.